# 12045 Klein
12045 Klein este o planetă minoră (asteroid) din centura de asteroizi. A fost descoperită pe 30 martie 1997 la Prescott Observatory⁠(d) de Paul G. Comba⁠(d) și a fost numită după Felix Klein. 
Obiectul prezintă o orbită caracterizată de o semiaxă mare de 2,604735 UAi, o excentricitate de 0,19, o înclinație de 12,72431 ° în raport cu ecliptica.